# Claude-Joseph-Judith-François-Xavier de Sagey
Claude-Joseph-Judith-François-Xavier de Sagey (né à Ornans le 2 avril 1759, mort à Paris le 20 mars 1836) est un prélat français devenu évêque de Tulle en 1823.

## Biographie
D'une vieille famille de Franche-Comté, Claude-Joseph-Judith-François-Xavier de Sagey est le fils de Claude Michel Judith de Sagey et de Catherine Louise Marguerite d'Arros. Archidiacre et chanoine de la cathédrale du Mans, il est vicaire général du diocèse. Il émigre en 1790.
En 1823, il devient évêque de Tulle. Il est également nommé chanoine du premier ordre royal de la chapelle royale de Saint-Denis l'année suivante.